# العمالة المصرية في لبنان
شهدت العمالة المصرية في لبنان تراجعًا كبيرًا في أعقاب أزمة جائحة فيروس كورونا في عام 2020 إذ انخفضت أعداد المواطنين المصريين المُقيمين في لبنان للعمل بنسبة بلغت 79.2 بالمائة في عام 2021، أيّ بمقدار 1360 عامل مصريّ عن العام السابق وفقًا للإحصائيات التي نشرتها الشركة الدولية للمعلومات في مارس/أذار عام 2021. تتوزع العمالة المصرية في سائر المحافظات اللبنانية ولكن يتركز الجزء الأكبر منها في العاصمة، فقد بلغ عدد العاملين المصريين في العاصمة اللبنانية بيروت وحدها حوالي 40 ألف عامل خلال عام 2019 بحسب ما صرح به السفير المصري في لبنان نزيه النجاري.
الجزء الأكبر من العمالة المصرية في لبنان هي عمالة متواجدة بصورة غير شرعية، فحتي نهاية عام 2016 كان عدد المصريين المقيمين في لبنان بصورة شرعية قرابة 40 ألف مصريّ فقط. وقد ساهم ارتفاع رسوم الحصول على تصاريح العمل مع تدني الأجور نتيجة الأزمة الاقتصاديّة الطاحنة التي شهدتها لبنان وشُح الدولار في السنوات الأخيرة إلى ارتفاع نسبة العمالة المصرية غير الشرعية في لبنان على الرغم من الجهود المبذولة من البلدين لتشجيعهم على تصويب أوضاعهم. 

## الأثر الاقتصادي
بلغ إجمالي تحويلات المصريين العاملين بلبنان إلى داخل مصر خلال العام 2020/2021 وفقًا لبيانات الجهاز المركزي للتعبئة والإحصاء في مصر قرابة 39.5 مليون دولار، وهو ما يُساهم في دعم الاقتصاد المصريّ وتوفير الدولار الأمريكي في السوق المصرية المحلية.